# Bonnie St. Claire
Bonnie St. Claire (* 18. November 1949 in Rozenburg, eigentlich Bonje Cornelia Swart) ist eine niederländische Sängerin, die vor allem Ende der 1960er Jahre und in den 1970er Jahren Erfolge hatte. 

## Karriere
1967 erhielt sie von Peter Koelewijn einen Plattenvertrag und veröffentlichte ihre erste Single Tame Me, Tiger als Bonny St. Claire. Es folgten zahlreiche weitere Pop-Veröffentlichungen in niederländischer und englischer Sprache sowie deutsche Aufnahmen, die eher in Richtung Schlager tendierten. 1969 hatte sie mit Let Me Come Back Home, Mama ihren ersten Hit in den Niederlanden. Mit der Ballade I Won’t Stand Between Them und dem leicht geänderten Vornamen Bonnie gelang ihr schließlich der Durchbruch in ihrer Heimat. Zu ihren deutschen Singles gehören Kai-Uwe Schmidt, Ich weiß, daß ich kein Engel bin, In der Wuppertaler Schwebebahn und Viele Köche verderben den Brei. 1970 coverte sie mit Rauchen im Wald ist verboten einen Hit von Nina Lizell. 
1972 schloss sich St. Claire der Gruppe Unit Gloria an, mit der sie einige Erfolge hatte, unter anderem mit dem Titel Clap Your Hands (and Stamp Your Feet), der im Dezember 1972 Platz 3 der niederländischen Charts erreichte. Weitere Erfolge wie Waikiki Man (1973), Voulez-vous (Yes I Do, I Love You) (1974) und Rocco (Don't Go) (1975) schlossen sich an. Danach trennten sich die Wege von St. Claire und Unit Gloria wieder. Stilistisch lehnten sich die gemeinsamen Aufnahmen am seinerzeit populären Glam Rock an. Mit Een heel gelukkig kerstfeest (1975), Ik ben gelukkig zonder jou, Dokter Bernhard (1976) und Pierrot, Bonnie kom je buiten spelen (1980) hatte St. Claire auch solo etliche Hits.

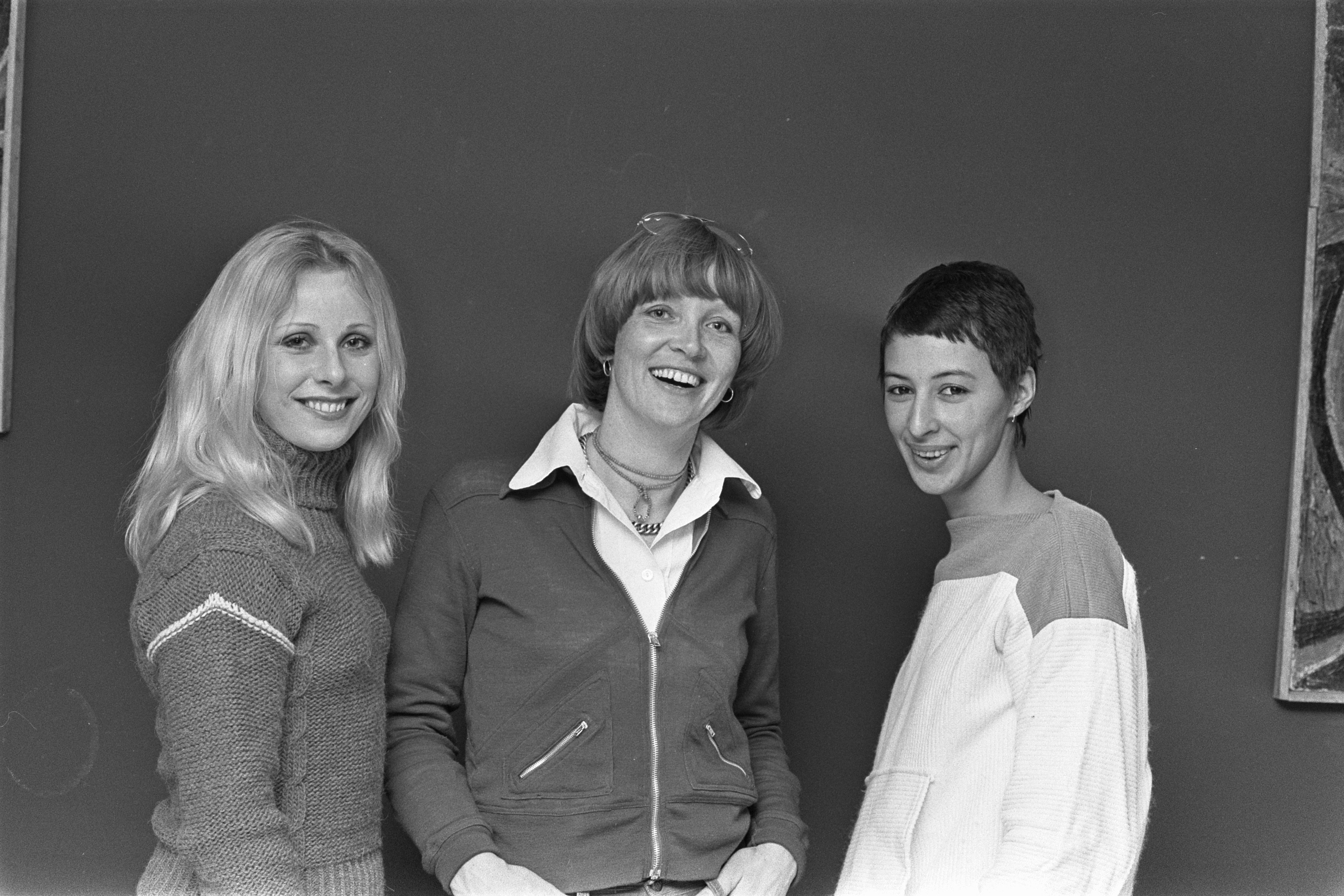
Bonnie St. Claire, Ati Dijckmeester und Heddy Lester am Tag des National Song Contest 1977

St. Claire versuchte  drei Mal ihre Heimat beim Eurovision Song Contest zu vertreten. 1970 erreichte sie mit Manna nur den siebten und geteilten letzten Platz bei der niederländischen Vorentscheidung. 1977 versuchte sie es erneut, musste sich aber mit dem Disco-Pop-Lied Stop Me auf Platz zwei hinter der Siegerin Heddy Lester und De mallemolen begnügen. 1982 sang sie in der Vorentscheidung drei Lieder. Als Sieger wurde jedoch Bill van Dijk gewählt.
St. Claire setzte ihre Karriere auch in den 1980er Jahren erfolgreich fort und veröffentlichte regelmäßig Singles und Alben. Ihre Hits reichen bis in die 1990er Jahre. Mit Morgen wordt alles anders hatte sie 1991 einen Erfolg, der 2010 in einer Neuaufnahme, als Duett mit Gerard Joling, erneut zu Hitehren kam.
Im Juli 2021 erschien ihre Autobiografie Kwam een vrouw bij de slijterij, in der sie auch ihre Alkoholsucht thematisierte und bereits im Titel (dt. Eine Frau kam in den Spirituosenladen) darauf Bezug nahm. Sie verkündete darüber hinaus seit dem 1. Oktober 2018 „trocken“ zu sein.

## Diskografie
- Tame Me, Tiger / It's still a secret (1967)
- Let Me Come Back Home Mama (1969)
- I Won't Stand Between Them (1970)
- Rauchen im Wald ist verboten (1970)
- In der Wuppertaler Schwebebahn (1970)
- Ich kann nicht 100 Jahre warten / Sugar-boo-boo
- Ich weiß, daß ich kein Engel bin / Mister Bumblebee
- Entweder - oder / Kai - Uwe Schmidt
- Viele Köche verderben den Brei / Tschi-bi-di-deng-deng im Duett mit Ray Miller
- Clap Your Hands (And Stamp Your Feet) / Catch me driver (1972)
- Klopf an bei mir / Liebe kommt niemals zu spät (1972) Deutsche Fassung von Clap your hands
- Waikiki Man / Will it help me (1973)
- Voulez-vous / That's my music (1974)
- Knock on my door / Do you feel alright (1975)
- Rocco / Like a locomotion (1975)
- Een heel gelukkig kerstfeest (1975)
- Dokter Bernhard (1976)
- Pierrot (1980)
- Sla je arm om me heen (1983)
- Zoals vrienden doen (1985)
- Morgen wordt alles anders (1991)